# 张育彪
张育彪（1974年—），广东深圳人，汉族，中华人民共和国政治人物、第十二届全国人民代表大会广东地区代表。

## 生平
毕业于华南理工大学管理科学与工程专业。加入中国共产党。担任深圳市龙岗区南岭村社区居委会主任。2008年起担任全国人大代表。2013年，担任全国人大代表。